# Tammerfors Aftonblad
Tammerfors Aftonblad var en finländsk dagstidning som utgavs i Tammerfors 1882–1972. Dess efterföljare blev Tammerfors Aktuellt år 1973.
Tidningen startades 1882 med koppling till Svenska partiet och från 1906 efterföljaren Svenska folkpartiet. Under ofärdsåren var tidningen konstitutionell, vilket föranledde åtgärder mot denna från Nikolaj Bobrikov. Då den finlandssvenska befolkningen i Tammerfors var alltför liten för att utgivning av en svenskspråkig tidning skulle löna sig, blev den med tiden alltmer förlusttyngd och nedlades 1972.